# Rocío Muñoz Morales
Rocío Muñoz Morales (Madrid, 10 de junio de 1988) es una actriz, presentadora y modelo española que tiene ciudadanía italiana y que ha desarrollado la mayor parte de su carrera en Italia. 

## Biografía
Nacida en Madrid en 1988, comenzó con seis años estudios de danza, especializándose en baile de salón; alcanzó a los doce la máxima categoría en esta especialidad y se situó en la élite española de esta disciplina de danza, compaginándola con sus estudios escolares. Su debut en televisión fue como profesora y bailarina en el programa ¡Mira quién baila!, que fue retransmitido por TVE y, posteriormente, por Telecinco, bajo el nombre de ¡Más que baile!
Comenzó a desarrollar su carrera internacional como bailarina de la mano del cantante español Julio Iglesias, formando parte de algunas de sus giras mundiales como «Live», «Julio Iglesias en concierto» y «40 años». En 2010 debuta como actriz en la La pecera de Eva, producida por Isla Producciones y emitida en Telecinco. Ese mismo año, se incorporó con el personaje de Samantha en la segunda temporada de la serie Ángel o demonio, de Telecinco. En 2012 protagoniza la comedia Todo es posible en el bajo, producida y dirigida por Jose Luis Moreno.
En su carrera como modelo, son numerosas sus colaboraciones con marcas de moda y publicidad. Además de haber posado para revistas como: Elle, Vogue, Woman, Telva, Glamour, Vanity Fair, Grazia o Yo Donna; también ha sido imagen de marcas como: Vodafone, Mercedes, L'Oréal, Nescafé, Media Markt, Hello Kitty, Disney, etc.
En 2012 estrena su primer trabajo en el cine internacional, convirtiéndose en un gran éxito de crítica y público con la película Immaturi: Il viaggio, dirigida por Paolo Genovese. Ese mismo año presenta el programa Premier Casino, el cual presenta también el año siguiente.
En 2014 se incorpora a la tercera temporada de la exitosa serie televisiva italiana A un paso del cielo, de la cual es protagonista durante dos temporadas más, hasta 2019, interpretando a Eva Fernández.
En 2015 lleva a cabo la conducción del Festival de la Canción de San Remo junto al presentador Carlo Conti, evento que lanza definitivamente su carrera en Italia. En el mismo año protagoniza Tango Per La Libertà, interpretando Anna Rossi Ribeiro; miniserie de dos capítulos de Rai 1. Participa también en la película estadounidense Todos los caminos conducen a Roma, bajo la dirección de Ella Lemhagen, junto a Sarah Jessica Parker.
En 2017 se estrena en el teatro con el espectáculo Certe Notti, bajo la dirección de Giuseppe Miale di Mauro. Ese mismo año protagoniza junto a Massimo Boldi la película Natale Da Chef, dirigida por Neri Parenti. En noviembre de 2017 retoma su actividad teatral con la comedia de denuncia social Dì Che Ti Manda Picone, realizando una gira por toda Italia. En 2018 estrena la película Tu Mi Nascondi Qualcosa como una de las protagonistas femeninas.
En mayo de 2018 regresa a su país natal para presentar junto a Roberto Leal la primera edición de Bailando con las estrellas en TVE, formato de gran éxito en todo el mundo (Dancing with the Stars).
Ha escrito dos libros: Un Posto Tutto Mio (2021) y Dove nasce il sole (2022).

## Vida privada
Mantiene una relación sentimental con el actor italiano Raoul Bova, con el cual el 2 de diciembre de 2015 tuvo una hija, Luna. El 1 de noviembre de 2018 nace su segunda hija, Alma.
Rocío, desde el año 2017, es la madrina de la campaña benéfica Chicco Di Felicità, sostenida por la marca infantil Chicco a favor de la defensa de los menores en dificultad.

## Filmografía

### Películas
| Año  | Título                            | Personaje   | Director           | País           | Notas            |
| ---- | --------------------------------- | ----------- | ------------------ | -------------- | ---------------- |
| 2012 | Immaturi: Il viaggio              | Anna        | Paolo Genovese     | Italia         | Papel secundario |
| 2015 | Todos los caminos conducen a Roma | Ermenegilda | Ella Lemhagen      | Estados Unidos | Papel secundario |
| 2017 | Natale da chef                    | Perla       | Neri Parenti       | Italia         | Papel principal  |
| 2018 | Tu mi nascondi qualcosa           | Jamila      | Giuseppe Loconsole | Italia         | Papel principal  |
| 2021 | They Talk                         | Amanda      | Giorgio Bruno      | Italia         | Papel principal  |

### Televisión
| Año           | Título                     | Personaje          | País   | Notas                 |
| ------------- | -------------------------- | ------------------ | ------ | --------------------- |
| 2006-2010     | ¡Mira quién baila!         | Ella misma         | España | Profesora y bailarina |
| 2010          | La pecera de Eva           | Silvia             | España | 1 episodio            |
| 2011          | Ángel o demonio            | Samantha           | España | 10 episodios          |
| 2012          | ¿Bailas?                   | Blanca             | España | 1 episodio            |
| 2012          | Todo es posible en el bajo | Paula              | España | 13 episodios          |
| 2012-2013     | Premier casino             | Ella misma         | España | Presentadora          |
| 2015          | Festival de Sanremo        | Ella misma         | Italia | Presentadora          |
| 2015-2019     | A un paso del cielo        | Eva Fernández      | Italia | 32 episodios          |
| 2016          | Tango per la libertà       | Anna Rossi Ribeiro | Italia | 3 episodios           |
| 2018          | Bailando con las estrellas | Ella misma         | España | Presentadora          |
| 2019-2021     | ¡Feliz 2020!               | Ella misma         | España | Presentadora          |
| 2021          | Giustizia per tutti        | Victoria Bonetto   | Italia | 6 episodios           |
| 2021-2022     | ¡Feliz 2022!               | Ella misma         | España | Presentadora          |
| 2022-2023     | ¡Feliz 2023!               | Ella misma         | España | Presentadora          |
| 2023-2024     | ¡Feliz 2024!               | Ella misma         | España | Presentadora          |
| 2024-presente | La bien cantá              | Ella misma         | España | Presentadora          |

### Teatro
| Año  | Título                 | Personaje | País   | Notas           |
| ---- | ---------------------- | --------- | ------ | --------------- |
| 2017 | Certe notti            | Camila    | Italia | Papel principal |
| 2018 | Dì che ti manda Picone | Mara      | Italia | Papel principal |